# Alexander van Hessen

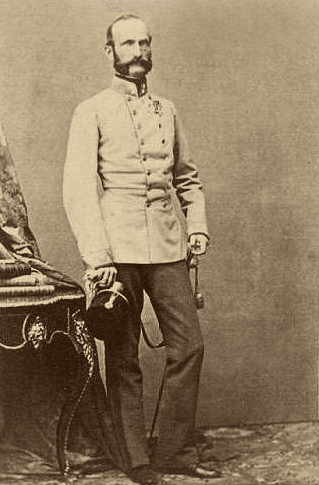
Alexander van Hessen

Alexander Lodewijk George Frederik Emiel prins van Hessen-Darmstadt (Darmstadt, 15 juli 1823 — aldaar, 15 december 1888) was de derde zoon van groothertog Lodewijk II van Hessen en Rijn-Hessen en Wilhelmina Louise van Baden, de jongere zus van Karel van Baden. Hij was de stichter van het Huis van Battenberg.

## Biografie

### Jeugd
Alexander werd 15 juli 1823 geboren als derde zoon van groothertog Lodewijk II van Hessen en Rijn-Hessen en Wilhelmina Louise prinses van Baden. Alexander was de broer van Lodewijk III, Karel Willem Lodewijk, Amalia (1821-1826) en Marie.

### Carrière
Zijn zus, prinses Marie, trouwde met de toekomstige tsaar Alexander II van Rusland en ook Alexander ging naar Rusland, waar hij een carrière in het leger begon. Vanwege zijn familiebanden met de Russische tsarenfamilie was het voor hem niet moeilijk om carrière te maken. Dat werd alleen maar versterkt, toen tsaar Nicolaas I in zijn familie begon uit te kijken naar een huwelijkskandidate voor prins Alexander. 

### Huwelijk en gezin
Alexander had echter iemand anders op het oog: hij was verliefd geworden op Julia Hauke, de hofdame van zijn zus. Vanwege haar lage afkomst vormde dit een schandaal en tsaar Nicolaas verbood Alexander om haar te trouwen. Alexander negeerde dat en sloot een morganatisch huwelijk met Julia in 1851. Toen hij met zijn vrouw was teruggekeerd naar Hessen, gaf zijn broer, groothertog Lodewijk III, Julia de titel 'Gräfin von Battenberg' (Battenberg is een plaatsje in het noorden van Hessen, waar het paar eerst had gewoond) en later de niet-koninklijke titel 'Fürstin von Battenberg'.

## Kinderen
Prins Alexander en prinses Julia leefden met hun kinderen op Kasteel Heiligenberg, in de buurt van het Duitse plaatsje Seeheim-Jugenheim in het zuiden van Hessen. Hun kinderen, die hun moeders titel en achternaam erfden, waren:
- Maria (1852–1923), trouwde in 1872 met graaf Gustaaf Ernst van Erbach-Schönberg
- Lodewijk Alexander (1854–1921), trouwde met prinses Victoria Maria van Hessen-Darmstadt, kleindochter van koningin Victoria van het Verenigd Koninkrijk
- Alexander (1857–1893), de latere vorst en tsaar van Bulgarije
- Hendrik Maurits (1858–1896), trouwde met prinses Beatrice, dochter van koningin Victoria van het Verenigd Koninkrijk
- Frans Jozef (1861–1924), trouwde met prinses Anna Petrović-Njegoš van Montenegro

Prins Alexander van Hessen stierf in 1888 en prinses Julia van Battenberg stierf in 1895. Het paar heeft afstammelingen in veel koninklijke huizen van Europa.
- Gemeinsame Normdatei: 117760951
- International Standard Name Identifier: 0000 0000 7329 2674
- Library of Congress Control Number: nb2006023279
- Nationale Bibliotheek van Tsjechië: mzk2005295126
- Nationale bibliotheek van Australië: 35002921
- Nationale Bibliotheek van Polen: a0000003373561
- Nationale en Universitaire bibliotheek Zagreb: 000735180
- Nederlandse Thesaurus van Auteursnamen: 108213218
- Système universitaire de documentation: 268654891
- Trove: 785557
- Virtual International Authority File: 84632987
- WorldCat: E39PBJhXdvr4gmBQ6YWgmgfjG3